# Stelis xanthantha
Stelis xanthantha är en orkidéart som beskrevs av Rudolf Schlechter. Stelis xanthantha ingår i släktet Stelis och familjen orkidéer. Inga underarter finns listade i Catalogue of Life.